# Grande sinagoga di Tunisi
La Grande sinagoga di Tunisi (in francese Grande synagogue de Tunis; in arabo كنيس تونس‎?) è la più grande sinagoga della capitale tunisina.

## Storia
Il barone Giacomo Di Castelnuovo prese l'iniziativa di costruire il tempio in sostituzione della sinagoga nel quartiere ebraico di La Hara e che fungesse da tempio comune per le due grandi comunità dell'ebraismo tunisino: i Grana e i Twânsa.
Negli anni Settanta del XIX secolo, chiese a Sadok Bey un terreno, che gli fu offerto nel 1883. Tuttavia, l'edificio attuale sorge su un'area acquisita grazie ad un lascito di Daniel Iffla. Costui voleva far costruire un edificio dal suo architetto su un terreno messo a disposizione dalla comunità, responsabile delle procedure amministrative e delle autorizzazioni. Alla sua morte, nel 1907, Iffla lasciò il suo patrimonio in eredità all'Istituto Pasteur, che per volontà testamentaria fu obbligato ad acquistare il terreno offerto in Place Garibaldi, sebbene si rivelasse insalubre. Fu venduto e sostituito da un terreno al numero 100 di avenue de Paris, oggi avenue de la Liberté.
Un primo progetto in stile romanico-bizantino fu presentato il 31 marzo 1909, ma l'alto costo e la mancanza di approvazione fecero si che il progetto venisse cassato. Fu rapidamente sostituito da una nuova versione a seguito di un concorso nel 1911: la giuria scelse all'unanimità quella di un giovane architetto, Victor Valensi, che combinava forme orientali con strutture e materiali come il cemento.
I lavori iniziarono nel giugno 1933 e l'edificio fu inaugurato il 23 dicembre 1937. Durante l'occupazione della Tunisia da parte dell'Asse, dal novembre 1942 al marzo 1943, la sinagoga fu occupata dai soldati tedeschi che arrestarono i dirigenti della comunità. Nel 1967, durante la guerra dei sei giorni, fu saccheggiata da una folla di manifestanti che bruciarono e distrussero i rotoli sacri della Torah. In seguito a questi eventi l'edificio fu abbandonato. 
Restaurato nel 1996 e nel 2007, per volere del presidente Zine El-Abidine Ben Ali, il tempio è sorvegliato dalla polizia municipale e talvolta aperto ai visitatori, anche se le celebrazioni sono rare.
Nel 2011 alcuni estremisti islamici hanno attaccato la sinagoga e danneggiandola.
Il 24 giugno 2022, una persona è corsa verso la sinagoga e ha accoltellato due agenti, ferendoli leggermente. Le autorità hanno identificato l'accoltellamento come un attacco terroristico e hanno detto che il suo autore era stato precedentemente arrestato con accuse legate al terrorismo e alla violenza.